# Нове Кшево (Білостоцький повіт)
Нове Кшево (пол. Nowe Krzewo) — село в Польщі, у гміні Завади Білостоцького повіту Підляського воєводства.
Населення — 68 осіб (2011).
У 1975-1998 роках село належало до Ломжинського воєводства.

## Демографія
Демографічна структура станом на 31 березня 2011 року:
|          | Загалом | Допрацездатний вік | Працездатний вік | Постпрацездатний вік |
| -------- | ------- | ------------------ | ---------------- | -------------------- |
| Чоловіки | 37      | 3                  | 25               | 9                    |
| Жінки    | 31      | 7                  | 14               | 10                   |
| Разом    | 68      | 10                 | 39               | 19                   |